# Avibrissosturmia lopesi
Avibrissosturmia lopesi är en tvåvingeart som beskrevs av Guimaraes 1983. Avibrissosturmia lopesi ingår i släktet Avibrissosturmia och familjen parasitflugor. Inga underarter finns listade i Catalogue of Life.